# فداء الجزائر
فِدَاءُ الْجَزَائِرِ هي أنشودة وطنية من بين الأناشيد الوطنية الجزائرية · .

## القصيدة

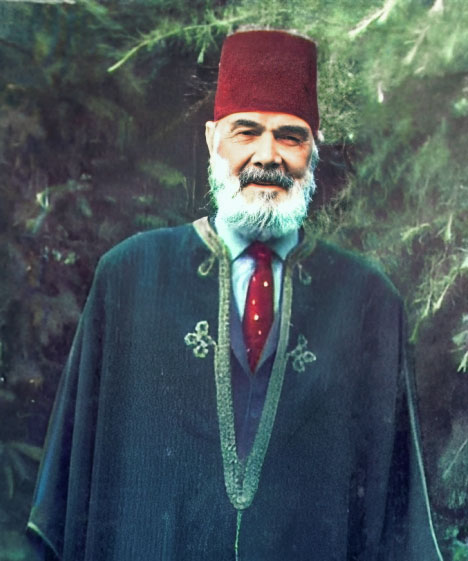
مصالي الحاج

هذه الأنشودة الوطنية ألفها مفدي زكرياء في يوم 17 نوفمبر 1936م، ولحنها عبد الحميد عبابسة.
وتُعتبر هذه الأنشودة من أشهر النصوص الثورية التي خلدت حزب نجم شمال إفريقيا · .
وتتكون قصيدتها من خمسة وعشرين بيتا شعريا مقروضا وفق عروض بحر الوافر · .
وقد تم الأداء الفني لهذه الأبيات من طرف الفرقة الفنية لجبهة التحرير الوطني قبل استقلال الجزائر · .
وأداها جماعيا كل من فناني أوركسترا الإذاعة الجزائرية ، وأوركسترا التلفزيون الجزائري، وكذلك أوركسترا أوبرا الجزائر
كما أن وزارة التربية الجزائرية قد اعتمدت هذا النشيد مع قَسَمًا، وشعب الجزائر مسلم، واشهدي يا سماء، وجزائرنا يا بلاد الجدود، وعليك مني سلام يا أرض أجدادي، ويا شهيد الوطن، في برامجها التكوينية · .

## نص النشيد
ـــــــــــــــــــــــــــــــــــــــــــــــــــــــــــــــــــــــــــــــــــــــــــــــــــــــــــــــ
فِـدَاءُ الْجَزَائِـرِ رُوحِيْ وَمَـالِيْ    .....    أَلَا  فِــيْ  سَبِيْـلِ  الْحُرِّيَّـة
فَـلْيَحْـيَ حِـزْبُ الشَّعْبِ الْغَالِيْ    .....    وَنَجْـمُ شَمَــالِ إِفْرِيْقِيَّـة
وَلْيَحْيَ جُنْدُ الْاِسْتِقْلَالِ    .....    مِثَــالُ الْفـِـدَاء وَالْوَطَنِيَّـة
وَلْتَحْيَ الْجَزَائِـرُ مِثْلَ الْهِلَالِ    .....    وَلْتَحْـيَ فِيهَــا الوطنية
ـــــــــــــــــــــــــــــــــــــــــــــــــــــــــــــــــــــــــــــــــــــــــــــــــــــــــــــــ
سَلَامًـا سَلَامًـا أَرْضَ الْجُدُوْد    .....    سَلَامًــا مَهْـدَ مَعَالِيْنـَـا
فَأَنْتِ أَنْتِ دَارُ الْخُلُوْد    .....    غَرَامُكِ صَــارَ لَنَــا دِيْنــَـا
وَإِنَّـا حَوَالَيْكِ مِثْـلَ الْجُنُوْد    .....    لِسَـانُ هَــوَاكِ يُنَاجِيْنَـا
سَنَرْعٰـى حُقُـوْقَكِ مِثْـلَ الأُسُوْد    .....    وَلَــوْ قَبَضُـوْا بِتَرَاقِيْنـَـا
ـــــــــــــــــــــــــــــــــــــــــــــــــــــــــــــــــــــــــــــــــــــــــــــــــــــــــــــــ
سَـرٰى بِالرُّوْحِ دَمُ الْفَـاتِحِيْنَ    .....    فَـأَذْكٰـى فِيْهَـا مَعَانِـي الْفِـدَاء
نَخُوْضُ الْكَوْنَ مَـعَ الْخَائِضِيْنَ    .....    وَلَا نَرْتَـدُّ وَلَـوْ بِـالـرَّدٰى
وَنُعْلِي الصَّرْخَةَ فِي الصَّارِخِيْنَ    .....    نُـنَـادِي الْعِـزَّةَ وَالسُّـؤْدَدَا
فَلَسْنَـا نَرْضٰى مَعَ الْعَالَمِيـنَ    .....    حَيـَـاةً نَبْقَـى بِهَـا أَعْبُـدَا
ـــــــــــــــــــــــــــــــــــــــــــــــــــــــــــــــــــــــــــــــــــــــــــــــــــــــــــــــ
فَلَسْنَا نَـرْضَى الْاِمْتِـزَاجَـا    .....    وَلَسْنَـا نَرْضَـى التَّجْنِيْسَـا
وَلَسْنَا نَرْضَـى الاِنْـدِمـَاجَـا    .....    وَلَا نَرْتـَـدُّ فَرَنْسِيْسـَـا
رَضَيْنَا بِالْإِسْـلاَمِ تَـاجـًـا    .....    كَفـَـى الْجُهـَّـالَتَ تَدْنِيْسَـا
فَكُلُّ مَنْ يَبْغِـي اعْوِجَـاجًـا    .....    رَجَمْـنـَـاهُ كَـإِبْـلِـيْسـَـا
ـــــــــــــــــــــــــــــــــــــــــــــــــــــــــــــــــــــــــــــــــــــــــــــــــــــــــــــــ
خُلِقْنَا بِحُكْمِ الْهَـوٰى إِخْـوَةً    .....    فَتَبَّتْ يـَـدَا كـُـلُّ مَـنْ فَرَّقَـا
نُرِيْدُ حَيَـاةً لَنَـا حُـرَّةً    .....    كَفَانَا كَفٰى مـِـنْ حَيَـاةِ الشَّقَـاء
خُلِقْنَـا لِهٰـذَا الْـوَرٰى سَادَةً    .....    وَنَجْـمُ الْهُـدَى عِنْدَنَـا أَشْرَقَـا
بِلَادِي يَمِيـنًـا مُقَـدَّسَـةً    .....    سَنَرْعٰى عُهُودَكِ طُـوْلَ الْبَقَـاء
ـــــــــــــــــــــــــــــــــــــــــــــــــــــــــــــــــــــــــــــــــــــــــــــــــــــــــــــــ
أَلَا فِيْ طَرِيْقِ الْعُلَا سَعْيُنَـا    .....    أَلَا فِـيْ سَبِيْلِ الْفِدَاء وَالْجِهَـاد
لِيَسْطَعْ بِـأُفْـقِ السَّمَـاء نَجْمُنَا    .....    وَنُعْلِي الصَّرْخَةَ فِـيْ كُـلِّ وَاد
فَهَـا هُـوَ ذَاكَ اللِّـوَاء مُعْلَنًا    .....    حَمَلْنَاهُ ذَا الْيَـوْمَ فَـوْقَ الْفُـؤَاد
وَهَا هُـوَ أَحْمَدُ يَحْدُوْ بِنَـا    .....    وَهَـا هُـوَ جِبْرِيْلُ فِيْنَا يُنـَادْ
ـــــــــــــــــــــــــــــــــــــــــــــــــــــــــــــــــــــــــــــــــــــــــــــــــــــــــــــــ
أَلَا فِيْ سَبِيْـلِ الْاِسْتِـقْـلَالِ    .....    أَلَا فِيْ سَبِيْـلِ الْحُـرِّيـَّـة
ـــــــــــــــــــــــــــــــــــــــــــــــــــــــــــــــــــــــــــــــــــــــــــــــــــــــــــــــ

## وصلات خارجية

### فيديوهات
- نشيد حزب الشعب فداء الجزائرِ روحي ومـالي
- أنشودة: فـداء الجزائـر روحي ومـالي، ألا  فــي  سبيـل  الحريـة على يوتيوب
- أنشودة: فـداء الجزائـر روحي ومـالي، ألا  فــي  سبيـل  الحريـة على يوتيوب
- أنشودة: فـداء الجزائـر روحي ومـالي، ألا  فــي  سبيـل  الحريـة على يوتيوب
- أنشودة: فـداء الجزائـر روحي ومـالي، ألا  فــي  سبيـل  الحريـة على يوتيوب
- أنشودة: فـداء الجزائـر روحي ومـالي، ألا  فــي  سبيـل  الحريـة على يوتيوب